# Aleksander Thomas
Aleksander Thomas (ur. 26 lutego 1871 w Małachowie, zm. 15 września 1938 w Poznaniu) – kupiec, poseł na Sejm Ustawodawczy (1919–1922).

## Życiorys
Urodził się w pow. śremskim, w rodzinie Hermana i Małgorzaty z Górnych. Kupiec w Borku, gdzie prowadził Hurtownię Towarów Kolonialnych. Członek Zjednoczenia Mieszczańskiego, członek Rady miejskiej, członek Sejmiku w Koźminie. W 1900 współorganizator i do 1937 wiceprezes Związku Towarzystw Kupieckich w Poznaniu. W latach 1919–1922 był posłem na Sejm Ustawodawczy (1919–1922) z poznańskiego okręgu wyborczego nr IV. W 1931 był prezesem Towarzystwa Wioślarzy „Polonia Poznań”.

## Ordery i odznaczenia
- Srebrny Krzyż Zasługi (11 listopada 1934)[4]